# Mandel
|  | Aquest article tracta sobre el riu Mandel. Vegeu-ne altres significats a «Mandel (desambiguació)». |

El Mandel és un riu belga d'uns 40 km que neix a Passendale a la província de Flandes Occidental. Desemboca al Leie al poble de Sint-Baafs-Vijve.
El primer esment escrit Mandra data de la primeria del segle ix. En texts antics i noms deriviats també es diu Mander.
Rega les localitats de Staden, Oostnieuwkerke, Roeselare, Izegem, Ingelmunster, Oostrozebeke, Wakken i Sint-Baafs-Vijfe. A Oostnieuwkerke, les darreres restes del molí d'aigua de «Meulebroeck» devastat durant la Guerra dels Vuitanta Anys van ser destruïts quan el 1947 l'ajuntament va decidir rectificar el curs, supprimir els meandres i cobrir-lo al seu pas al poble. Des del 1871, el transport de Roeselare cap al Leie es fa pel canal Roeselare-Leie que segueix la vall del riu fins a la sortida d'Ingelmunster.

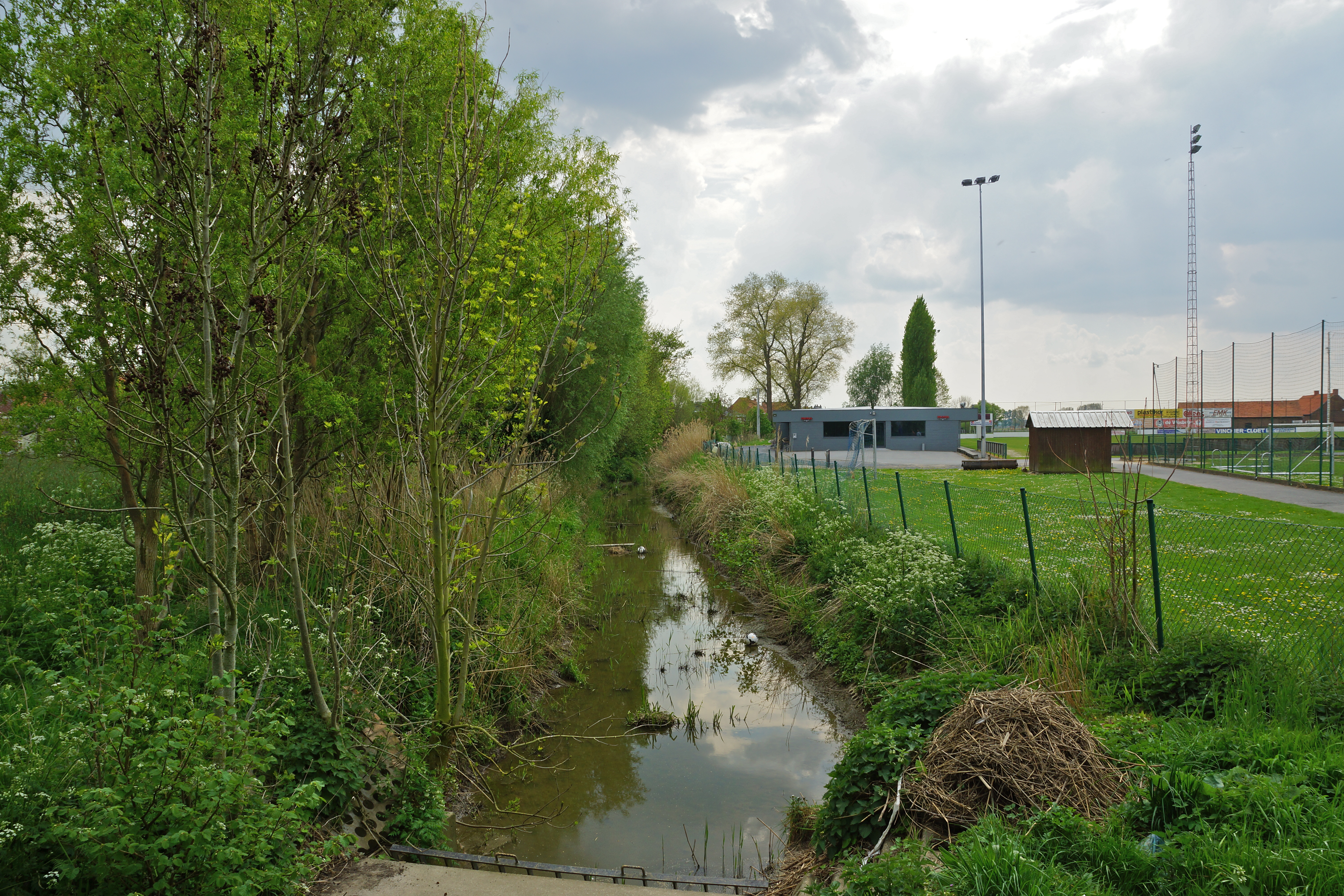
El Mandel a Oostnieuwkerke en direcció amunt, abans de desaparèixer sota el seu conducte de formigó

A l'edat mitjana era navegable fins a Izegem amb embarcacions planes. També s'utilitzava per a enriuar el lli. És força contaminat, per la indústria des de mitjan segle xix. Va esdevenir un riu mort i pudós. Des de Roeselare fins enllà d'Izegem a Emelgem, el riu ha sigut colgat el 1979 per a limitar la pol·lució olfactora. A la primeria del segle xxi s'ha començat un tractament de les aigües residuals domèstics i industrials i a poc la vida torn al riu. L'ajuntament de la ciutat d'Izegem es proposa de reobrir el riu en el marc de d'un projecte de renaturar el medi urbà massa formigonat al segle passat.

## Afluents
- Oude Mandelbeek
- Ravebeke a Passendale[5]